# Beantwortung der Frage: Was ist Aufklärung?
Beantwortung der Frage: Was ist Aufklärung? (Nederlands: Beantwoording van de vraag: Wat is Verlichting?) is een essay, dat in 1784 door de filosoof Immanuel Kant geschreven werd en in het decembernummer van het Berlinische Monatsschrift gepubliceerd werd. In deze bijdrage ging Kant in op een essay van Johann Friedrich Zöllner dat een jaar eerder in hetzelfde tijdschrift verscheen, waarin hij de vraag stelde: „Wat is Verlichting?“. Kant leverde in dit opstel zijn definitie van het tijdperk van de Verlichting.

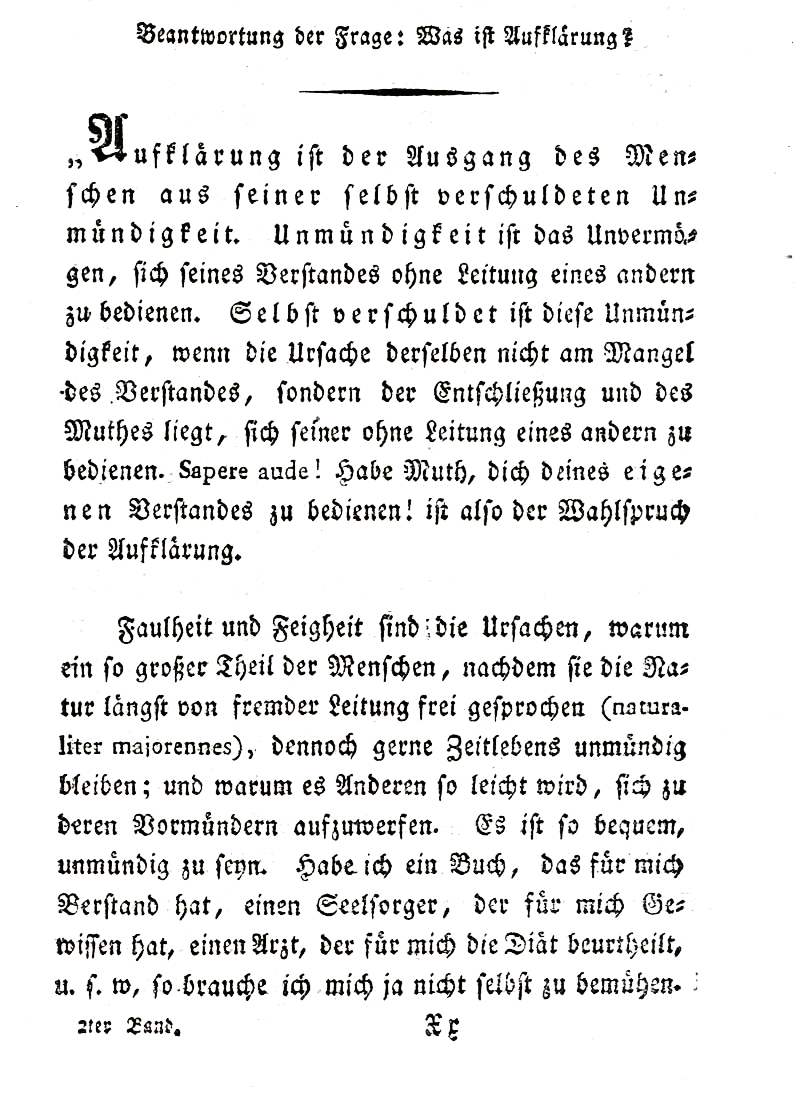
De uitgave van 1799

## Voorgeschiedenis
In de decemberuitgave van het „Berlinische Monatsschrift“ van 1783 publiceerde de Berlijnse geestelijke Johann Friedrich Zöllner het artikel: "Ist es rathsam, das Ehebündniß nicht ferner durch die Religion zu sanciren?" (Nederlands: "Is het raadzaam de echtverbintenis niet meer door de religie te sanctioneren?"). In een voetnoot stelde hij de provocerende vraag: „Was ist Aufklärung?“. Zöllner was een tegenstander van de Verlichtingsbeweging en zinspeelde met deze vraag op het feit dat er nog geen eenduidige definitie van de beweging was, ofschoon deze toch al tientallen jaren bestond. Deze in een voetnoot weggestopte vraag van de protestantse Berlijnse geestelijke was bedoeld als repliek op het artikel dat Johann Erich Biester, de mede-uitgever van het Berlinische Monatsschrift, in 1783 anoniem (hij ondertekende slechts met "E.v.K.") had gepubliceerd in het septembernummer van zijn blad, met de als ketters ervaren titel: "Vorschlag, die Geistlichen nicht mehr bei Vollziehung der Ehen zu bemühen" (Nederlands: "Voorstel om de geestelijken niet meer bij de voltrekking van huwelijken te betrekken"). Daarmee werd het zogenaamde "Verlichtingsdebat" geopend, dat vooral in Pruisen uiterst belangrijk en vruchtbaar is gebleken voor de geschiedenis van de filosofie. In de septemberuitgave van het „Berlinischen Monatsschrift“ van 1784 publiceerde de filosoof Moses Mendelssohn als antwoord een essay met de titel: „Über die Frage: was heißt aufklären?“ (Nederlands: "Over de vraag: wat is verlichten?"). Drie maanden later verscheen in de decemberuitgave vervolgens het beroemde essay van Immanuel Kant „Beantwortung der Frage: Was ist Aufklärung?“ met de bekende definitie van Verlichting (zie ook de afbeelding hiernaast):

Aufklärung ist der Ausgang des Menschen aus seiner selbstverschuldeten Unmündigkeit. Unmündigkeit ist das Unvermögen, sich seines Verstandes ohne Leitung eines anderen zu bedienen. Selbstverschuldet ist diese Unmündigkeit, wenn die Ursache derselben nicht am Mangel des Verstandes, sondern der Entschließung und des Mutes liegt, sich seiner ohne Leitung eines anderen zu bedienen. Sapere aude! Habe Mut, dich deines eigenen Verstandes zu bedienen! ist also der Wahlspruch der Aufklärung.
— Kant, Immanuel (1784), Beantwortung der Frage: Was ist Aufklärung?.

Verlichting betekent dat de mens zijn door hemzelf veroorzaakte onmondigheid achter zich laat. Onmondigheid is het onvermogen je verstand te gebruiken zonder de leiding van een ander. Aan jezelf te wijten is deze onmondigheid wanneer de oorzaak ervan niet een gebrek aan verstand is, maar een gebrek aan vastberadenheid en aan moed om hier zonder andermans leiding gebruik van te maken. Sapere aude! "Heb de moed je eigen verstand te gebruiken!" is dan ook het motto van de Verlichting.
— Nederlandse vertaling

In een later toegevoegde opmerking aan het slot schrijft Kant dat hem het essay van Moses Mendelssohn nog niet bekend was en hij anders het zijne achtergehouden had.

## Samenvatting van het essay
Kant begint zijn essay onmiddellijk met een definitie. Volgens hem betekent Verlichting dat de mens zijn door hemzelf veroorzaakte onmondigheid achter zich laat. In de volgende twee zinnen worden deze begrippen verhelderd. Onmondigheid is het onvermogen het verstand te gebruiken zonder de leiding van een ander. Deze onmondigheid is door zichzelf veroorzaakt, als de oorzaak daarvan niet een gebrek aan verstand is, maar de angst om het eigen verstand te gebruiken. Vervolgens formuleert Kant het motto van de Verlichting: „Sapere aude!“, wat betekent: „Durf te weten!“ en door Kant met „Habe den Mut dich deines eigenen Verstandes zu bedienen!“ (Heb de moed je eigen verstand te gebruiken!) verhelderd wordt. Later geeft Kant nog een eenvoudigere definitie van de Verlichting: „Die Maxime, jederzeit selbst zu denken, ist die Aufklärung.“ (Ned: "De maxime te allen tijde zelf te denken is de Verlichting.")
In de tweede alinea legt Kant uit waarom een groot deel van de mensen, hoewel allang volwassen en bij machte zelf te denken, zijn leven lang onmondig blijft en daar ook nog eens tevreden mee is. De oorzaak daarvan is „Faulheit und Feigheit“ (Nederlands: luiheid en lafheid). Het is aangenaam om onmondig te zijn. Het „verdrießliche Geschäft“ (vervelende bezigheid) van het zelfstandige denken kan gemakkelijk aan anderen worden overgelaten. Wie een arts heeft, hoeft zelf niet over zijn dieet na te denken; in plaats van zelf kennis te verwerven, kan men ook eenvoudig boeken kopen; wie zich een „Seelsorger“ veroorloven kan, heeft zelf geen geweten nodig. Daarom is het niet nodig om zelf te denken, en het grootste deel van de mensen (waaronder het "gehele schone geslacht") maakt van deze mogelijkheid gebruik. Zo wordt het voor anderen gemakkelijk zich als de "voogden" („Vormünder“) van deze mensen op te werpen. Deze voogden zorgen er ook voor dat de "onmondige" mensen de "stap naar mondigheid" niet alleen als moeilijk maar ook als gevaarlijk beschouwen. De onverlichte mens wordt in een „Gängelwagen“ (dat was in de 18e eeuw een rek op wielen, waarmee kinderen lopen leerden) gestopt en vervolgens door zijn voogden steeds gewezen op het gevaar dat hem wacht wanneer hij poogt zelfstandig te handelen. Zo wordt het moeilijk voor hem om zich uit zijn onmondigheid te bevrijden.
Daarna zet Kant de Verlichting van de enkeling af tegen die van de samenleving. Vanwege de hierboven beschreven situatie heeft de individuele mens volgens hem maar weinig mogelijkheden om zichzelf te verlichten. Het is waarschijnlijker dat een "publiek" (de hele samenleving of een deel daarvan, in tegenstelling tot een individu) zichzelf verlicht. Want onder de vele onmondige burgers zijn er altijd wel een paar "zelfdenkenden". Als noodzakelijke voorwaarde noemt Kant de vrijheid. Als daaraan wordt voldaan lijkt hem de verlichting van de samenleving bijna onontkoombaar. Deze omwenteling kan volgens Kant echter beter niet door middel van een revolutie haar beslag krijgen. Een revolutie maakt niet een "ware hervorming van de manier van denken" mogelijk. Hij ziet dus meer in hervorming dan in revolutie.
De vrijheid die Kant als een noodzakelijke voorwaarde voor de Verlichting naar voren schuift, is het recht om op alle gebieden openlijk gebruik te maken van zijn rede. Het "openlijke gebruik" van de rede is bijvoorbeeld het gebruik dat een geleerde ervan maakt als hij zich tot zijn lezerspubliek richt. Dit staat tegenover het "privégebruik" van de rede: dat is het gebruik dat een bekleder van een officieel ambt van zijn rede maakt.
Het openbare gebruik van de rede impliceert de vrijheid van de rede, het recht van vrije meningsuiting in woord en geschrift. Dit gebruik moet volgens Kant altijd vrij zijn. Daarentegen kan (en moet tot op zekere hoogte) het privégebruik van de rede vaak streng beknot worden. In dit verband geeft Kant onder meer het volgende voorbeeld: wanneer een officier in krijgsdienst van zijn meerdere een bevel krijgt, zou het funest zijn als hij de doelmatigheid of het nut van dit bevel hardop in twijfel trekt; hij moet simpelweg gehoorzamen. Het zou echter onrechtvaardig zijn om hem te beletten als geleerde over de fouten in de militaire dienst te schrijven en deze ter beoordeling aan zijn lezerspubliek voor te leggen.
Ambtsdragers, maar ook individuele burgers, dienen zich dus in hun ambt respectievelijk wat hun staatsburgerlijke plichten betreft (bijvoorbeeld het betalen van belastingen) gehoorzaam op te stellen, zodat de orde en de veiligheid van de staat en zijn instituties gewaarborgd zijn. Doordat zij echter als geleerden de mogelijkheid hebben om openlijk van hun rede gebruik te maken, kan er toch een openbare wetenschappelijke discussie over de situatie in het land gevoerd worden. Op deze wijze kan de monarch tot inzicht en tot verandering van de situatie aangezet worden. Zo zijn dus volgens Kant hervormingen mogelijk.
De vraag "leven we al in een verlicht tijdperk?" beantwoordt Kant negatief, maar op het moment dat hij het essay schreef, was er volgens hem wel sprake van een ontwikkeling in die richting. Met name op het gebied van religie achtte hij de meeste mensen nog bij lange na niet verlicht en nog niet in staat zonder hulp van anderen hun eigen verstand te gebruiken. Niettemin waren er in zijn ogen duidelijke aanwijzingen dat de algemene Verlichting voortschreed.

## Citaat
Daß der bei weitem größte Teil der Menschen (darunter das ganze schöne Geschlecht) den Schritt zur Mündigkeit, außer dem daß er beschwerlich ist, auch für sehr gefährlich halte: dafür sorgen schon jene Vormünder, die die Oberaufsicht über sie gütigst auf sich genommen haben.

Dat verreweg het grootste deel van de mensen (waaronder het gehele schone geslacht) de stap naar mondigheid, die moeilijk is, ook als gevaarlijk beschouwt: daarvoor zorgen die voogden wel, die het oppertoezicht op hen allerwelwillendst op zich hebben genomen.
— Nederlandse vertaling